# علی زهری
علی زُهَری (زاده ۱۲۹۳ - درگذشته ۱۴ خرداد ۱۳۳۹) قبل از نمایندگی مجلس شورای ملی کارمند سفارت فرانسه و در سال ۱۳۲۶ مسئول انتشارات و چاپ انجمن فرهنگی ایران و فرانسه بود.
علی زهری نماینده مجلس شورای ملی در دوره هفدهم (۱۳۳۱ تا ۱۳۳۲) و در کنار دکتر مظفر بقایی کرمانی از مؤسسان و رهبران حزب زحمت‌کشان ملت ایران و مدیر روزنامه «شاهد» بود. او در جریان نهضت ملی شدن نفت در روزنامه مقالاتی به نفع نهضت ملی می‌نوشت و با حمایت‌های جبهه ملی ایران، توانست به عنوان دوازدهمین نماینده تهران به مجلس راه یابد. علی زهری بعدها همچون مظفر بقایی از مصدق و جبهه ملی بریده و به مخالفت با آن‌ها پرداخت. پس از ماجرای قتل سرتیپ محمود افشار طوس، رئیس شهربانی دولت مصدق، پای حزب زحمتکشان به میان آمد. از آن پس زهری و بقایی به رویارویی مستقیم با دولت پرداختند. به گونه‌ای که نهایتاً این زهری بود که دولت مصدق را به اتهام شکنجه متهمان پرونده افشار طوس استیضاح کرد. قرار جلسه استیضاح برای ۲۳ تیر ۱۳۳۲ گذاشته شد و مخالفان مصدق چون زهری، بقایی و حسین مکی، امیدوار بودند دولت را در این روز برکنار کنند، ولی با عدم شرکت نمایندگان هوادار دولت در جلسات، مجلس دیگر به حد نصاب نرسید و نهایتاً مصدق، رفراندومی برای تعطیلی مجلس برگزار کرد که کودتای ۲۸ مرداد را در پی داشت.
او دربارهٔ دست برداشتنش از حمایت دولت مصدق در مجلس چنین گفت:
آقای مصدق بزرگ همه ما بود ولی باکمال تاسف باید عرض کنم که بزرگی نفرمودند. آقای مصدق امروز مصدق فرض کنیم یک سال یا دو سال پیش نیست. بطور خلاصه عرض کنم بعد از مدت کوتاهی که جناب آقای مصدق تمام قدرت‌های موجود را در دست گرفت فقط کسانی توانستند در اطراف پیشوای ما بمانند که از شخصت خود صرفنظر نمایند برای این کار برای صرفنظرکردن از شخصیت هم همیشه می‌شود بهانه درست کرد و آقای مصدق هم بعد از مدتی در حکومت مطلقه فقط اشخاصی را می‌توانست تحمل کند که مرتب بگویند صحیح می‌فرمایید. من همیشه شب ۱۰ اسفند و آن جلسه خصوصی کذایی را که آقای نخست‌وزیر با پیژامه تشریف آورده بودند اغلب بیاد دارم اغلب آقایان هم حضور داشتند و یادشان هست که آقای مصدق بعد از شرح وقایع در حضور آقایان وزرا شمه‌ای از بی‌عرضگی وزیران اظهار داشتند آن شب وقتی عکس‌العمل از آقایان وزیران ندیدم به موضوع چندان اهمیت ندادم ولی بعدها که جریان کارهای بعضی از وزارتخانه‌ها را شنیدم با خود گفتم که حق با مصدق بوده‌است اگر اینها بی‌عرضه نبودند تحمل نمی‌کردند که مثلاً تیمسار رئیس بازرسی نخست‌وزیری که درمیان افسران شهرت خاصی دارند به روزنامه‌ها بگویند که من به هرج و مرج وزارت خاتمه خواهم داد و همه وزارتخانه‌ها را زیر نظرخود خواهم گرفت. اگر آقایان بی‌عرضه نبودند تحمل نمی‌کردند. از روزی که جناب آقای مصدق‌السلطنه قدر قدرت شده‌اند (میراشرافی - و قوی شوکت) فقط بله قربان گوها حق حضور در مقابل ایشان را دارند و نتیجه این وضع شده‌است که می‌بینیم وزارتخانه‌های ما مبدل شده‌است به یک دستگاه مجهز برای تهیه گزارش‌های ۶ ماهه و یکساله و دوساله و غیره.
علی زهری در برکناری و سقوط دولت دکتر محمد مصدق و وقایع منتهی به ۲۸ مرداد ۳۲ نقشی محوری داشت. زهری در روز دهم تیرماه لایحه استیضاح مصدق را تقدیم هیئت رئیسه مجلس نمود و در روز ۱۵ تیرماه ۱۳۳۲ در جلسۀ ۸۶ مجلس شورای ملی در دورۀ هفدهم، دولت مصدق و وزرای کشور و دادگستری وی را به علت شکنجۀ متهمان قتل افشارطوس، استیضاح کرد.
متن استیضاح بدین شرح در مجلس شورای ملی قرائت شد: 
«رئیس: یک استیضاحی از آقای زهری رسیده‌است قرائت می‌شود.
(به شرح ذیل خوانده شد):
مقام منیع ریاست مجلس شورای ملی، چون طبق اطلاعات موثقی که بدست آمده‌است و قرائن و مدارک موجود دستگاههای انتظامی و مامورین کشف قتل فجیع رئیس سابق شهربانی و تعقیب مرتکبین و محرکین آن درمورد متهمین پرونده مربوطه به منظور اخذ اعترافات و اقاریر معین و خلاف واقع و کتمان حقایقی که مامور کشف آنها بوده‌اند مرتکب زجر و آزار و شکنجه متهمین گردیده‌اند، و چون توسل به وسائل مذکور طبق قوانین جاریه کشوری جرم و قابل تعقیب می‌باشد و با وجود اعلام جرمی که اکنون بیش از دو ماه است توسط دو تن از نمایندگان محترم مجلس شورای ملی به‌عمل آمده‌است مقامات دادگستری برای تعقیب مرتکبین و مجازات آنان اقدام موثری به‌عمل نیاورده‌اند، و چون استقرار اصول دادگستری و کشف جرائم و تحقیق بر زجر و آزار و شکنجه متهمین نه تنها جرم مسلم برعلیه نفس و مصونیت‌های فردی می‌باشد بلکه اساس امنیت و مصونیت اجتماعی و قضایی و فردی را که اصول قانون اساسی حق مسلم افراد شناخته‌است و حیثیت و ناموس و شرافت افراد را مورد تجاوز قرارداده و اصل آزادی و حقوق افراد در مقابل دستگاه حاکمه و بالنتیجه حکومت مشروطه مردم بر مردم را به خطر می‌اندازد،
بدینوسیله شخص جناب آقای دکتر مصدق را از لحاظ سمت وزارت دفاع ملی و ریاست فائقه بر دستگاههای انتظامی و جناب آقای لطفی وزیر دادگستری را از لحاظ تصدی وزارت دادگستری و جناب آقای دکتر صدیقی وزیر کشور را ازلحاظ ریاست فائقه بر دستگاه شهربانی که یک عده از مرتکبین شکنجه از کارمندان آن وزارتخانه بوده‌اند و همچنین شخص آقای دکتر مصدق را از لحاظ ریاست وزراء و وزاری دولت ایشان را از لحاظ مسئولیت مشترک وزراء استیضاح می‌نمایم، خواهشمندم طبق مقررات آئین‌نامه دستور فرمایند هرچه زودتر دولت برای پاسخ استیضاح اینجانب در مجلس حاضرشود.
با تقدیم احترامات فائقه،
علی زهری.
رئیس: برای دولت فرستاده می‌شود و روزش بعد معین می‌شود.» 